# Bolbbalgan4
Bolbbalgan4 (hangul: 볼빨간 사춘기; rr: Bolbbalgan Sachungi, também conhecido como BOL4 e Blushing Youth) é um atual solo sul-coreano formado pela Shofar Music em 2016. Inicialmente, o atual solo era composto por duas pessoas, Ahn Ji Young e Woo Ji Yoon, mas em 02 de abril de 2020, Jiyoon anunciou sua saída da do Bolbbanlgan4. Atualmente, Jiyoung atua como solista

## História

### Formação
Jiyoung e Jiyoon nasceram e cresceram em Yeongju, Gyeongsang, e foram colegas de classe. Quando jovens, tinha o sonho de se tornarem cantoras. 
O nome do duo foi construído sobre o fundamento de que elas queriam fazer algo puro, uma música honesta que só poderia ser encontrado na adolescência. Jiyoon retrata o 'Blushing [Corada]', porque ela é bastante tímida, enquanto Jiyoung retrata o 'Youth [Jovem]' porque ela age como uma adolescente.
Elas apareceram na Superstar K6 em 2014, antes de assinarem um contrato com a Shofar Music, e enfim estrearam no dia 22 de abril de 2016, com o single ''Fight Day'' do extended play ''Red Ickle''.

## Integrantes
- Jiyoung (hangul: 지영), nascida Ahn Ji Young (hangul: 안지영) em Yeongju, Coreia do Sul em 14 de setembro de 1995 (29 anos). É a Vocalista Principal.
- Jiyoon (hangul: 지윤), nascida Woo Ji Yoon (hangul: 우지윤) em Yeongju, Coreia do Sul em 6 de janeiro de 1996 (29 anos). Era a Baixista, Guitarrista, Rapper e Apoio Vocal.

## Discografia

### Álbuns de estúdio
| Título     | Detalhes do álbum | Melhor Posição Nos Charts | Vendas         |
| Título     | Detalhes do álbum | KOR                       | Vendas         |
| ---------- | --- | ------------------------- | -------------- |
| Red Planet | - Lançamento: 29 de agosto de 2016 - Gravadora: Shofar Music, Bugs Corporation - Formatos: CD, download digital Track listing {{{2}}} | 55                        | - KOR: 13,425+ |

### Extended plays
| Título                                                 | Detalhes do álbum | Melhor Posição Nos Charts | Vendas      |
| Título                                                 | Detalhes do álbum | KOR                       | Vendas      |
| ------------------------------------------------------ | --- | ------------------------- | ----------- |
| Red Ickle                                              | - Lançamento: 22 de abril de 2016 - Gravadora: Shofar Music, Bugs Corporation - Formatos: CD, download digital Track listing 1. Chocolate (초콜릿) 2. Fight Day (싸운날) 3. Ring (반지) 4. Grumpy (심술) 5. Occasionally (가끔씩) | —                         | - KOR: 659+ |
| "—" denota que o(s) lançamento(s) não entrou no chart. | |                           |             |

### Singles
| Título                                                 | Ano  | Melhor Posição Nos Charts | Vendas            | Álbum            |
| Título                                                 | Ano  | KOR                       | Vendas            | Álbum            |
| ------------------------------------------------------ | ---- | ------------------------- | ----------------- | ---------------- |
| "Fight Day" (싸운날)                                   | 2016 | —                         | - KOR: 16,260+    | Red Planet       |
| "Let The Universe" (우주를 줄게)                       | 2016 | 2                         | - KOR: 1,411,296+ | Red Planet       |
| "Hard To Love" (나만 안되는 연애)                      | 2016 | 12                        | - KOR: 1,035,763+ | Red Planet       |
| "Tell Me You Love Me" (좋다고 말해)                    | 2016 | 2                         | - KOR: 746,288+   | Non-album single |
| "—" denota que o(s) lançamento(s) não entrou no chart. |      |                           |                   |                  |

### Outras músicas que entraram nos charts
| Título                                                 | Ano  | Melhor Posição Nos Charts | Vendas          | Álbum      |
| Título                                                 | Ano  | KOR                       | Vendas          | Álbum      |
| ------------------------------------------------------ | ---- | ------------------------- | --------------- | ---------- |
| "You (=I)"                                             | 2016 | 40                        | - KOR: 585,426+ | Red Planet |
| "Grumpy" (심술)                                        | 2016 | 38                        | - KOR: 377,564+ | Red Planet |
| "When You Fall In Love" (사랑에 빠졌을 때)             | 2016 | 78                        | - KOR: 66,307+  | Red Planet |
| "X Song"                                               | 2016 | —                         | - KOR: 21,678+  | Red Planet |
| "Freesia" (프리지아)                                   | 2016 | —                         | - KOR: 17,003+  | Red Planet |
| "—" denota que o(s) lançamento(s) não entrou no chart. |      |                           |                 |            |

### Colaborações
| Ano  | Título                                    | Artista(s)                  |
| ---- | ----------------------------------------- | --------------------------- |
| 2017 | "Lost Without You" (우리집을 못 찾겠군요) | Mad Clown feat. Bolbbalgan4 |

### Aparição em tilhas sonoras
| Ano  | Título                      | Drama                 |
| ---- | --------------------------- | --------------------- |
| 2014 | "Hidden Path" (가리워진 길) | Misaeng OST - Parte 4 |
| 2016 | "Dream" (드림)              | Hwarang OST - Parte 3 |

## Prêmios e indicações
- Golden Disk Awards
- Melon Music Awards
- Mnet Asian Music Awards